# Кварели
Кварели (на грузински: ყვარელი) е град в област Кахетия, източна Грузия. Населението му е 7 739 души (2014).
Разположен е на 508 метра надморска височина в северния край на Алазан-Авторанската равнина, на 14 километра югозападно от границата с Русия и на 89 километра североизточно от Тбилиси. Селището е център на лозарски район.

## Известни личности
Родени в Кварели
- Коте Марджанишвили (1872 – 1933), режисьор
- Илия Чавчавадзе (1837 – 1907), писател и общественик